# Europeras
Europeras son cinco trabajos operísticos compuestos por John Cage. Quiere ser un homenaje y coronación a la conclusión de toda la historia de la Ópera lírica.
En las estadísticas de Operabase aparece con solo dos representaciones en el período 2005-2010, siendo la más representada de John Cage.

## Europeras I y II
La ópera está compuesta siguiendo las reglas de operaciones casuales. Los distintos componentes de la ópera tradicional (partes instrumentales y vocales, arias, papeles, escenografía) son despiezadas y, después de haberlas sacado de contexto, se vuelven a combinar al azar. La armonía o falta de armonía propuesta es la máxima expresión de la representación buscada por Cage porque es el caso, y no la personalidad del autor, compositor y director quien ha de determinarla. Idéntico procedimiento se aplica al equipamiento escénico.
Las Europeras I y II se estrenaron en Fráncfort en diciembre de 1987, después de una demora causada por el fuego.

## Europeras III y IV
Fueron un encargo del Festival Almeida de Londres y se estrenaron en 1990, posteriormente salieron de gira. En la Europera III se reúnen seis cantantes que interpretan sus arias favoritas de Puccini y Gluck, las cuales son elegidas por los mismos intérpretes. También interpretan dos pianistas que tocan de forma aleatoria, pero en tiempos determinados, extractos de la ópera. Seis disc-jockey ejecutan fragmentos de las óperas en discos de 78 rpm.

## Europera V
La Europera V de sesenta minutos, un encargo de Yvar Mikhashoff para pianista, dos cantantes, iluminación y cinta, se estrenó el 21 de mayo de 1991 en Ámsterdam. La producción en el jardín del Museo de Arte Moderno de Nueva York fue la última a la que acudió Cage antes de morir el 12 de agosto de 1992.